# 合図灯
合図燈（あいずとう、合図灯）は鉄道において使用される鉄道信号機の一つ。作業灯や懐中電灯としても使用できるように携帯性に優れて繰り返し充電が可能な構造で設計されている。光源に油灯を用いていた時代にはカンテラとも呼ばれていた。（冬季に分岐器凍結を防ぐため要所で焚かれるものとは別）。現代では多くの鉄道事業者が「小型合図灯」または「携帯用合図灯」と称している。

## 合図灯の使用方法
一般的には夜間（日中は手旗）や地下などで使用される。駅や操車場等では、主に駅長や駅員等の地上職員が運転士、車掌等乗務員へ手信号または各種合図を表示する為に用いる。
電源スイッチを入れて発光し、レバーの切り換えで赤・白・緑の光色を切換える。
列車に対して現示する手信号、出発合図、車両入換を行う場合の入換合図は鉄道に関する技術上の基準を定める省令（平成13年国土交通省令第151号）に色灯による「合図の方式」が定められており、これに従わなくてはならない。
旅客ホームで駅員が現示する旅客取扱合図の方式は鉄道事業者ごと（JRでは支社ごと）に事業者が定める。例えば、赤は“開扉継続”か“再開扉”、白にして振れば“閉扉よし”、白にして掲げることで“閉扉確認”であることが多い。
車両の乗務員室に設置してあるものは、自動充電器を兼ねた置台に常置してあり、作業や点検の際に作業灯・懐中電灯の代わりに使用したり、非常時の列車防護、乗客等の誘導用として、また前部標識灯（ヘッドライト）や後部標識灯（テールライト）の故障時の代用など多目的に使用される。

## 合図灯の構造と変遷
昭和初期までは灯油ランプやカーバイド（アセチレン）ランプの上に、着色ガラス転換装置・レンズ・持ち手ハンドルを備えた円筒を重ねた構造であり縦長不安定で、燃料や水を補給したり清掃や注油などの取り扱いが煩雑なものであった。
昭和5年頃からはニッケルメッキを施した金属製円筒形筐体に小型鉛蓄電池、白熱豆電球と反射鏡を収めて、持ち手ハンドルを回転することで赤、素通し、緑の窓を備えた内筒を回転して赤・白・緑の3光色を現示可能な「廻型」が普及し始めた。
昭和20年代（1945年から1955年）には廻型を改良して、持ち手ハンドル内の小型レバーを左右に倒すことにより内蔵した赤ガラス板と緑ガラスを振り分けて光色転換する「押し型」が登場し、片手で赤・白・緑の3光色を転換することが可能となった。

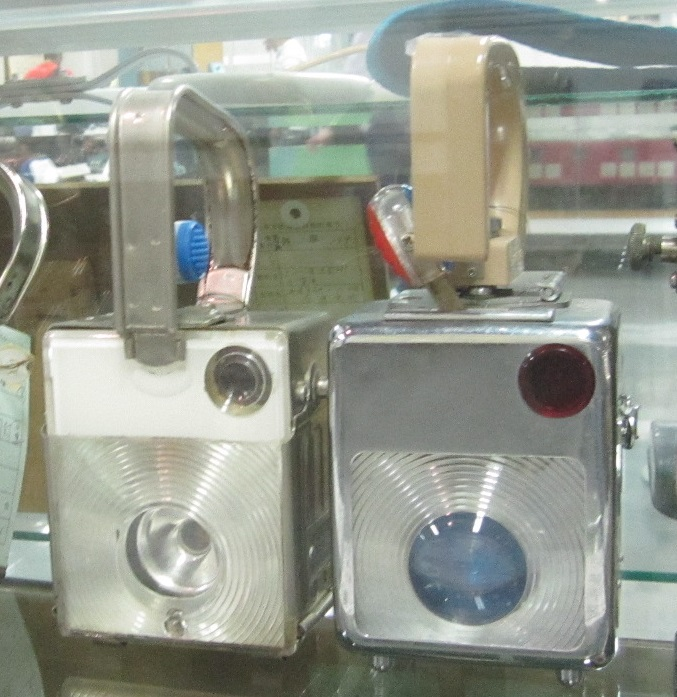
左、「小型合図燈」
右、「小型合図燈（検査燈兼用）」
正面右上の小円窓が非常灯発光部

昭和40年頃には白光電器工業が開発した、クロームメッキを施した小型角型の金属筐体に正面パネルを兼ねたプラスチックレンズを装着し、主燈豆電球断線時にワンタッチで点灯できる赤色非常燈を備え、大容量かつ過充電や過放電にも強いアルカリ電解液を密封した円筒形アルカリニッカド蓄電池を標準とし、一般市販品の単一形乾電池も併用可能な「小型合図燈」が発売され国鉄に制式採用された。
白熱豆電球を光源に用いた合図灯は電球断線に因り光源を失う危険性があるが、赤色光は非常信号や停止信号として如何なる場合でも発光できる状態でなければならないため、この型から主燈とは別に独立した白熱豆電球を内蔵して赤色レンズを固定した「非常燈」が採用された（LED式合図灯の場合は多数の赤色LED素子を並列同時点灯して故障不点灯の危険性を防いでいるので非常灯は要しない）。
昭和46年頃には上記「小型合図燈」の改良版と言える「小型合図燈（検査燈兼用）」がやはり白光電器工業から発売された。
合図灯としての基本機能は変わらないが、従来は主燈前面レンズが素通し透明板だったものを凸レンズ化して、より遠方へ光束が到達するようにして、金属製持ち手ハンドルを廃して携帯利便性を考慮した折りたたみ可能なベルトフック兼用の樹脂製ハンドルを備え、破損しやすかった正面パネルを廃して筐体内にプラスチックレンズを移したので、扱い易さと耐久性が大きく向上した。この型は国鉄はじめ一部大手を除く全国の民鉄に採用され、鉄軌道業界の標準品と言えるほどに普及した。
近年は他社の参入によって形状や機能が多様化してきているほか、白熱豆電球と比して消費電力が小さく、光束直進性の高い（遠方からでも視認性が良い）LEDを発光素子に採用した合図燈がJRはじめ大手民鉄に採用されている。LED式の光色切換えは白熱豆電球式のような色フィルターは用いず、赤・白・緑の3種類のLEDを電気回路的に切換えている。　
LED合図灯の形状は、充電器や置台を共通使用する目的から白熱豆電球式の「小型合図燈（検査燈兼用）」とほぼ同形の立方形筐体の上部に持ち手ハンドルを取り付けた形状のものが多くの鉄軌道事業者で採用されているが、後発メーカーが開発した小型軽量なLED式合図灯や自社独自開発したLED式合図灯を採用する鉄軌道事業者も増えている。JR東海では制服のポケットにでも収納可能な小型軽量でありながら遠方視認性能に優れるパドル形状のLED式合図灯を独自に開発して子会社に製造販売させており、複数の大手民鉄もこれを採用している。
近鉄では夜間、合図灯ではなく3色切り替えが可能な懐中電灯を持ってホームに立つ。大阪市営地下鉄では、マイクと発車ベルボタンとが一体化した懐中電灯のような電灯を使用している。
LED合図灯の多くは密閉型充電池を使用しており、不使用時は駅事務室や車両乗務員内に設置した置台兼用充電器で充電している。必要な時に駅員・職員や乗務員は充電器または置台から外して携行する。なお、多くのメーカーが充電池専用と乾電池専用の2種または、充電池と乾電池の何れも使用できる充電池乾電池兼用形を発売している。